# 12810 Окуміомоте
12810 Окуміомоте (12810 Okumiomote) — астероїд головного поясу, відкритий 17 січня 1996 року.
Тіссеранів параметр щодо Юпітера — 3,343.
Названо на честь Окуміомоте (яп. おくみおもて(奥御面) окуміомоте)